# تشارلي كلاين
تشارلي كلاين (بالإنجليزية: Charlie Cline)‏ هو عازف كمان ‏ أمريكي، ولد في 6 يونيو 1931، وتوفي في 19 نوفمبر 2004.

## وصلات خارجية
- تشارلي كلاين على موقع ميوزك برينز (الإنجليزية)
- تشارلي كلاين على موقع ديسكوغز (الإنجليزية)